# Lee Dae-hoon
Lee Dae-hoon (coreano: 이대훈; Seul, 5 febbraio 1992) è un taekwondoka sudcoreano, vincitore di una medaglia d'argento nella categoria 58 kg alle Olimpiadi di Londra 2012 e di una di bronzo nella categoria 68 kg alle Olimpiadi di Rio de Janeiro 2016.

## Palmarès
- Giochi olimpici

Londra 2012: argento nei 58 kg.
Rio de Janeiro 2016: bronzo nei 68 kg.
- Mondiali

Gyeongju 2011: oro nei 63 kg.
Puebla 2013: oro nei 63 kg.
Muju 2017: oro nei 68 kg.
Manchester 2019: bronzo nei 68 kg.
- Giochi asiatici

Canton 2010: oro nei 63 kg.
Incheon 2014: oro nei 63 kg.
Giacarta 2018: oro nei 68 kg.
- Campionati asiatici

Ho Chi Minh 2012: oro nei 58 kg.
Tashkent 2014: oro nei 63 kg.